# Itaguaru
Itaguaru é um município brasileiro do estado de Goiás. Sua população estimada em 2021 foi de 5.184 habitantes.

## História
O município foi fundado em 14 de novembro de 1958 por Napoleão Pires de Barros, Antônio Lourenço de Sá, Benedito Ferreira de Castro, Urgelio Teixeira, Herculano Antônio de Oliveira e Joaquim Moreira Damasceno, a partir do povoado denominado Chapadão.
A emancipação foi fruto da lei estadual de número 8.111 de 14 de novembro de 1958.
A  base econômica em que se formou o município foi agropecuária, onde eram plantados, milho, feijão, arroz, e mandioca, e a criação de gado bovino. 
Também, eram plantados para subsistência, banana, cana de açúcar, laranja, limão, abacate e outras frutas e legumes.
Para subsistência, havia criações de galinhas, porcos, galinhas d'angola (cocá, sapoti) e patos.
O uso de equinos e muares também foi importante na formação da cidade, sendo que as mercadorias eram trazidas através desses meios de transporte, além de carros de bois.
Quando se fala em pioneiros, tratam principalmente dos expoentes do ponto de vista econômico. 
Aqui utilizamos o espaço para homenagear os homens e mulheres anônimos, que foram os verdadeiros formadores, os quais com muito trabalho, suor e sacrifício construiram um lugar pra se viver, e bem, podemos referir a muitas mulheres, que lavavam roupas, em condições precárias, às margens dos ribeiros da região, os agricultores, com suas mãos calejadas e rostos talhados pelas intempéries, homens e mulheres que madrugavam, e mesmo lutando contra a força da natureza construíram as riquezas do lugar.
Fabricavam tijolos, construiam casas, as boleiras, confeccionando dezenas de iguarias, tais como rapadura, doce de leite, requeijão, farinha, polvilho e seus biscoitos...

## Geografia
A formação do nome Itaguaru é fruto de partes de nomes de cidades vizinhas, quais sejam; ITAberaí, jaraGUA e uRUana, que circundam aquele Município.
Sua principal rodovia de acesso é a GO-154, que liga a Goiânia, Capital do Estado de Goiás.
Apesar de não ser uma divisão territorial formal, existem várias localidades, nominadas e incorporadas aos costumes dos nativos, tais quais: Curral Queimado, Olaria, Brejo Grande, Fundão, Maria Baiana, Lama Preta, Linha do Siqueira, Cubatão, Garajau, Barragem, dentre outras. 
Os maiores cursos d'água, é o Rio Sucuri, que divide o município com Jaraguá, o Córrego Curral Queimado (onde é captada a água para distribuição na zona urbana), Córrego Brejo Grande, Córrego Barreiro, Córrego Maria Baiana, dentre outros pequenos ribeiros.

## Itaguaruenses ilustres
- Romero Mendonça Sobrinho , conhecido por Romerito.